# Quarna Sopra
Quarna Sopra este o comună din provincia Verbano-Cusio-Ossola, Italia. În 2011 avea o populație de 289 de locuitori.

## Geografie fizică
De la Omegna ajungeți la satul Quarna Sopra, depășind o diferență de înălțime de peste 500 de metri de-a lungul unui drum de munte care vine pe o lungime de 8 km. Satul este dominat de la nord de Monte Mazzocone (1.424 m).
De la Belvedere (unde există un hotel-restaurant cu un balcon incredibil cu vedere la gol), mai precis din zona fostului porumbel de lut, se deschide panorama largă a lacului Orta și câmpia de jos spre Novara iar în zilele limpezi puteți să arătați chiar și reliefurile apeninilor din Liguria.

## Istoric
Primele documente care atestă cu certitudine prezența unui nucleu locuit, datează din secolul al XII-lea. La acea vreme locuitorii erau dedicate Cresterea animalelor, cultivarea de secară și silvicultură tipică și activitățile pastorale ale regiunilor alpine, care au continuat fără întrerupere, până la sfârșitul anilor '40 ai secolului XX.
Aici, la începutul secolului al XIX-lea, a fost instalat de către frații Mentasti din Novara un mare organ recunoscut ca al doilea în Piemont, din punct de vedere al mărimii și importanței.
La sfârșitul secolului al XIX-lea, meșteșugurile din lemn au început să se dezvolte, atingând, la mijlocul anilor '60, numărul considerabil de circa 54 de întreprinderi mici. Acum, această activitate a dispărut practic. În sat sa născut în 1989, o librărie antică care se ocupă în principal de cărți legate de călătorii, explorare, cultura montană și montană.
În timpul fascismului, țara a fost alăturată Quarna Sotto cu numele simplu de Quarna, opt femei locale care au contestat uniunea forțată a celor două municipalități au fost încarcerate timp de o lună.

## Monumente și locuri de interes
- Biserica parohială Santo Stefano (construită în a doua jumătate a secolului al XVI-lea pe o biserică preexistentă)
- Oratoriu al Madonnei del Pero (sfârșitul secolului al XVI-lea)
- Sanctuarul din Fontegno (secolul al XVII-lea)
- Oratorie San Rocco (secolele XIII-XIV)

## Cultură

### Evenimente
Există și câteva asociații: Asociația Turistică Pro Quarna Sopra, care se ocupă cu organizarea de evenimente pentru relansarea țării; trupa "Egidio Rampone" din Quarna Sotto, prezentă mereu la ocazii festive; Grupul Alpin; pescari din Quarne cu sediul în Quarna Sotto în apropierea lacului Vorio; AIB (Asociația Bosch Fire), care are sarcina de a stinge focarele care apar uneori pe munții din jur și de a curăța pădurea de deșeuri sau de a elibera căile întrerupte de alunecări de teren sau de copaci; Catedra Polisportiva, activă în sport; grupul folcloric "Matai d'cà nostcta", care vrea să-și amintească și să răspândească tradițiile antice din Quarna Sopra în întreaga lume.

## Demografie
Quarna Sopra - evoluția demografică

|  | Graficele sunt indisponibile din cauza unor probleme tehnice. Mai multe informații se găsesc la Phabricator și la wiki-ul MediaWiki. |

Date: Recensăminte sau birourile de statistică - grafică realizată de Wikipedia